# 羅彥瓌
羅彥瓌（923年—969年），太原（今山西太原）人，五代、北宋時軍事將領。

## 生平
生於後梁末帝龍德三年（923年），父羅全德，官後晉泌州刺史，彥瓌得父蔭補內殿直。广顺三年（953年），枢密使王浚因骄横跋扈被贬官，罗彦瓌被視為王浚的同党贬为邓州教练使。
周世宗時起用为伴饮指挥使，改马步军都军头。

### 陈桥兵变
顯德七年（960年）一月，爆發陈桥兵变，初三趙匡胤自陳橋還京，范質率王溥、魏仁浦責問趙匡胤，帳前羅彥瓌拔劍厲聲：「三軍無主，眾將議立檢點為天子，再有異言者斬！」。范質等皆畏懼，降階聽命。
建隆二年（961年），任彰德軍節度使。乾德二年（964年），改安国軍節度使，與昭義節度使李繼勳破契丹。四年春，又與閣門使田欽祚破太原軍，斬殺千餘人于靜陽，擒獲其將鹿英，獲馬三百匹。
卒於宋太祖開寶二年（969年）四月。